# Бласкес, Хоакин
Хоакин Бласкес (исп. Joaquín Blázquez; 28 января 2001, Рио-Сегундо, Аргентина) — аргентинский футболист, вратарь клуба «Тальерес (Кордова)», выступающий на правах аренды за «Платенсе». Участник летних Олимпийских игр 2020 в Токио.

## Клубная карьера
Бласкес — воспитанник клуба «Тальерес». В 2017 году в возрасте 17 лет подписал свой первый профессиональный контракт. В 2019 году он на правах аренды перешёл в испанскую «Валенсию», где числился во второй команде, но так и не дебютировал за неё, после чего вернулся в «Тальерес». 20 декабря 2020 года в матче против «Атлетико Тукуман» он дебютировал в аргентинской Примере.

## Международная карьера
В 2019 году Бласкес принял участие в молодёжном чемпионате мира в Польше. На турнире он был запасным и на поле не вышел.